# Albizia malacophylla
Albizia malacophylla är en ärtväxtart som först beskrevs av Achille Richard, och fick sitt nu gällande namn av Wilhelm Gerhard Walpers. Albizia malacophylla ingår i släktet Albizia och familjen ärtväxter. Inga underarter finns listade i Catalogue of Life.